# Deltocephalus marginivalvis
Deltocephalus marginivalvis är en insektsart som beskrevs av Lethierry 1889. Deltocephalus marginivalvis ingår i släktet Deltocephalus och familjen dvärgstritar. Inga underarter finns listade i Catalogue of Life.